# Johan Asplund (ishockeymålvakt)
Johan Asplund, född 15 december 1980 i Skutskär, är en svensk före detta professionell ishockeymålvakt. Han tog SM-guld med Brynäs IF 1999.